# Louis Bouët
Louis Bouët, francoski admiral, * 1808, † 1871.